# Ереглі
Ереглі, Гераклія Сібістра, Іраклія Ківістра (грец. Ηράκλεια Κυβίστρα, лат. Eraclea Cibistra) — місто в провінції Конья, Туреччина. Населення — 82 633 чол. (Згідно з даними перепису 2000 року), 93 161 чол. (за даними 2008 року), 95 056 осіб (за даними 2009 року).

## Історія

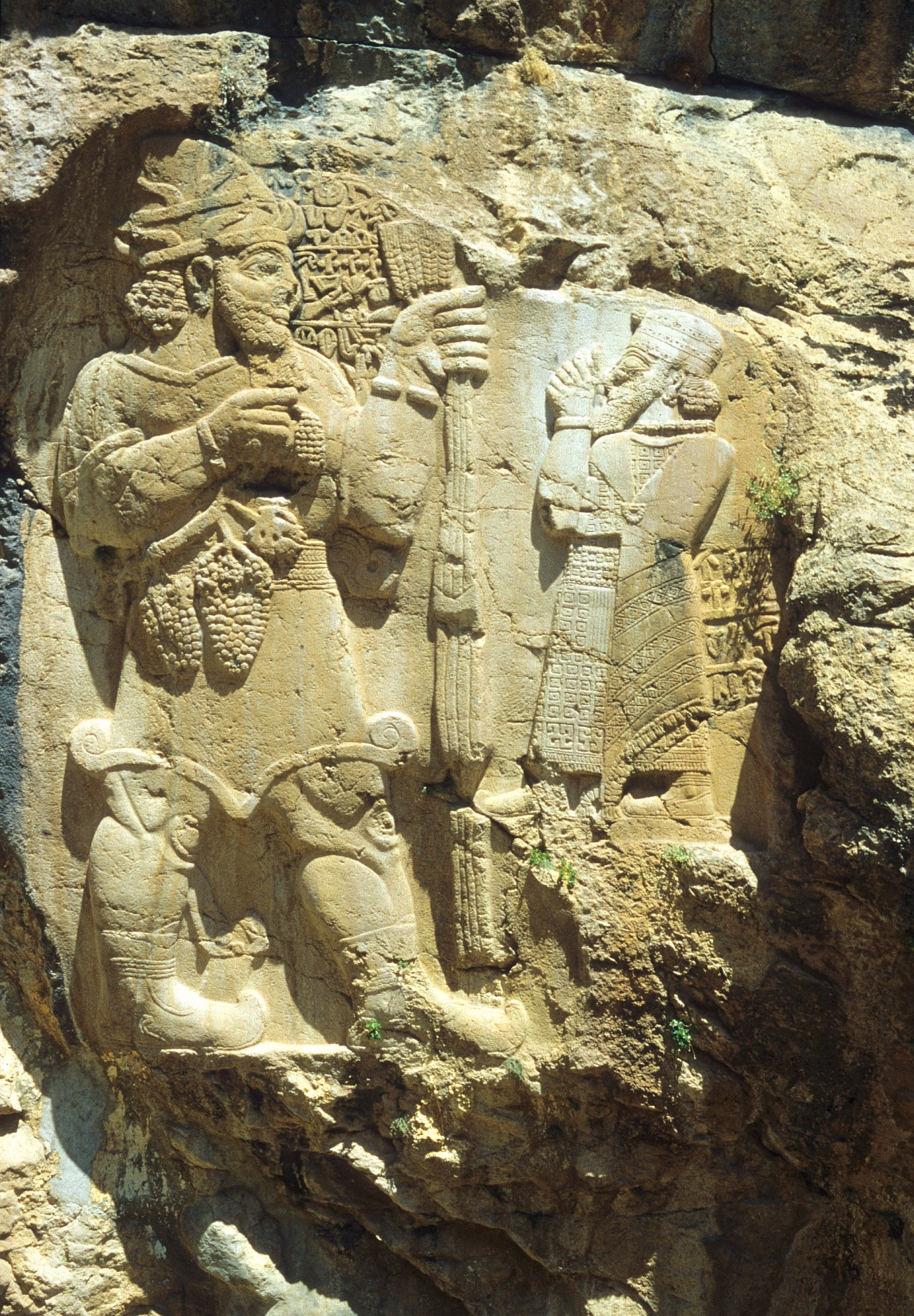
Барельєф з Ереглі.

Первісна назва міста (Гераклея) походить від імені Геракла. . У 64 році до н. е. місто було захоплене римлянами. Після розпаду Римської імперії Гераклея в 395 році опинилася на території Візантії.
В IX столітті двічі (у 805 та 832 рр..) місто захоплювали араби,  у другій половині XI століття місто було захоплене турками — сельджуками. Вони почали називати Гераклею на свій лад - Ереглі.
Під час Першого хрестового походу Ереглі було ареною військового протистояння хрестоносців і сарацинів.  У другій половині XV століття Ереглі перейшло в руки турків-османів. У 1553 році в Ереглі султан Сулейман I Пишний, повертаючись з походу в Персію, наказав стратити свого старшого сина Шехзаде Мустафу тур. Şehzade Mustafa з нез'ясованих до кінця причин.
Серйозний розвиток міста розпочався в 1904 році після побудови залізниці з Коньї. Нині Ереглі — промислово розвинене місто; основу виробництва складає текстильна промисловість.

## Пам'ятки
На південь, на відстані години їзди від міста, знаходиться хетський барельєф із зображенням царя, який поклоняється одниму з богів.

## Відомі уродженці і мешканці
- Шехзаде Мустафа — спадкоємець трону, син Сулеймана I.
- Алі Таліп Йоздемір тур. Ali Talip Özdemir — турецький політик, колишній глава партії Вітчизни.